# Phare de l'île de Tambo
Le phare de l'Île de Tambo est un phare situé sur l'île de Tambo, appartenant au territoire de la commune de Poio (comarque de Pontevedra), dans la province de Pontevedra (Galice en Espagne).
Il est géré par l'autorité portuaire de Marín-Pontevedra.

## Histoire
Le phare est situé sur l'île de Tambo, au milieu de la Ría de Pontevedra, l'une des cinq rias des Rías Baixas. Sa construction a été approuvée en juin 1916, dans le Plan Général de Balisage de la Ria de Pontevedra, avec un feu à occultations pour guider les navires vers le port de Marín-Pontevedra. Il a été mis en service en 1922. C'est une tourelle fine en maçonnerie de 13 m de haut, montée sur un local technique circulaire d'un étage de 4 m. Elle supporte une petite galerie avec sa lanterne peinte en blanc, qui est accessible par un escalier externe en spirale.
En 1955, il a été doté un système optique dioptrique de 375 mm, avec double brûleur alimenté à l'acétylène avec une consommation de 60 litres par heure. Dans les années 1980 il a été remplacé par un équipement électrique à basse tension avec un courant continu 12 watt lumineux fourni par des panneaux photovoltaïques. Ses caractéristiques actuelles sont de trois éclats blancs toutes les 8 secondes à une hauteur focale de 35 mètres au-dessus du niveau de la mer et sa portée est de 20 km.
Il a été repeint en 2000 pour lui donner plus de visibilité dans son environnement rocheux, en bord de mer. L'île de Tambo est boisée et est une réserve naturelle. Elle n'est accessible du'en bateau, à 2 km au nord de Marín.
Identifiant : ARLHS : SPA159 ; ES-04630 - Amirauté : D1860 - NGA : 2856.
|              |
| Île de Tambo |

|          |
| Le phare |

### Lien connexe
- Liste des phares d'Espagne